# Helgicirrha gemmifera
Helgicirrha gemmifera är en nässeldjursart som beskrevs av Bouillon 1984. Helgicirrha gemmifera ingår i släktet Helgicirrha och familjen Eirenidae. Inga underarter finns listade i Catalogue of Life.